# Paul Roussenq
Paul Roussenq, dit l’Inco (l’incorrigible) est un anarchiste français, né le 28 septembre 1885 à Saint-Gilles-du-Gard et mort le 5 août 1949 à Bayonne.
De 1909 à 1929, il est emprisonné au Bagne des Îles du Salut en Guyane, dont la moitié en cachot. En comptant les années de prison et de citadelle, il a passé 32 ans emprisonné pour des délits mineurs ou pour ses opinions libertaires.

## Biographie
Paul Henri est le fils unique de Henri Roussenq (1846-1911) manouvrier dans les vignes et de Madeleine Pélouzet (1854-1931).
Il se politise rapidement à la lecture de la presse anarchiste et de la littérature anarchiste, dont la Nouvelle géographie universelle d’Élisée Reclus. En conflit avec son père, il quitte le domicile familial à seize ans pour partir à l'aventure.
Entre 1901 et 1903, il est condamné à trois reprises : pour vol, vagabondage et infraction à la police des chemins de fer. Au cours de l'un de ces procès, il jette un morceau de pain dur à la tête du magistrat : il est condamné à cinq ans de prison ferme le 5 mars 1903 par le tribunal de Chambéry. Il purge sa peine à la prison de Clairvaux.
Il est incorporé le 8 octobre 1907 au cinquième bataillon d'Afrique basé à Gabès en Tunisie. Refusant l'autorité militaire, il multiplie les actes d'insubordination (insultes à supérieur, destruction de ses effets). Il tente à plusieurs reprises d'incendier sa cellule. Il est condamné le 5 mai 1908 par le conseil de guerre de Tunis à la dégradation militaire, à quinze ans d'interdiction de séjour et à vingt ans de travaux forcés en Guyane.
Il est embarqué sur le bâtiment La Loire à Alger le 30 décembre 1908. Le 13 janvier 1909, il débarque aux îles du Salut ; il reste plus de 24 ans en Guyane, avant de revenir en France le 14 janvier 1933. En 1923, Albert Londres le rencontre lors de son séjour en Guyane, la publication de cette entrevue dans les colonnes du Petit Parisien rend célèbre le cas de Roussenq en France et initie la mobilisation pour sa libération.

## Au bagne
Son numéro de forçat est le no 37664. Anarchiste considéré dangereux, il est incarcéré sur l'Ile Royale, l'une des trois îles qui forment l'archipel des Îles du Salut, situé à une quinzaine de kilomètres de Kourou. L’île du Diable, la plus petite et aussi la plus connue des trois îles, est le lieu d'exil des déportés politiques. Roussenq est très rapidement surnommé l'Inco, pour incorrigible, pour son refus de se soumettre aux règles du bagne et de l'administration pénitentiaire (AP). Ses conflits perpétuels avec les surveillants et les responsables de l'AP, font que sur ses vingt années de bagne, il effectue 3 439 jours de cachot (près de dix ans). Il est jugé six fois par le Tribunal maritime spécial (TMS), pour des motifs allant du refus de travail, outrages aux surveillants ou encore tentative d'évasion, et condamné quatre fois.
La peine de cachot est infligée pour faute commises au bagne. À la première évasion, généralement, on acquitte. La seconde coûte de deux à cinq ans. Ils passent vingt jours du mois dans un cachot complètement noir et dix jours - autrement ils deviendraient aveugles - dans un cachot demi-clair. Le régime est le pain sec pendant deux jours et la ration le troisième. Une planche, deux petits pots, aux fers la nuit et le silence. Mais les peines peuvent s'ajouter aux peines. Il en est qui ont deux mille jours de cachot. L'un, Roussenq, le grand Inco, Roussenq, qui m'a serré si frénétiquement la main - mais nous reparlerons de toi Roussenq - a 3 779 jours de cachot. Dans ce lieu, on est plus effaré par le châtiment que par le crime.  Albert Londres, Au Bagne, Albin Michel, 1932

## Le retour en France
Une première tentative pour demander le retour de Paul Roussenq est due à sa mère : elle expose son cas au président de la République Gaston Doumergue le 13 octobre 1924. Alors que le président promet sa libération, il ne signe qu’une remise de peine de cinq ans. La revue Détective, en 1929, attire l'attention sur le bagnard, qui bénéficie par ailleurs du soutien de l'ancien gouverneur de la Guyane, Jean-Charles Chanel. Paul Roussenq est également soutenu par le Secours Rouge International (SRI), qui alloue une aide financière à la mère de Paul Roussenq, comme « à toutes les familles des victimes de la répression capitaliste » et la fédération du Gard du parti communiste français. Le 13 décembre 1928, une manifestation rassemble un millier de soutiens à Saint-Gilles-du-Gard ; le SRI les multiplie dans les années suivantes, avec conférences et comités de soutien.
Sa grâce est signée le 6 août 1929, et parvient en Guyane le 28 septembre. Roussenq effectue sa peine de doublage et est donc assigné à résidence à perpétuité à Saint-Laurent-du-Maroni, où il est bibliothécaire-écrivain public. Le 17 mai 1930, il obtient une nouvelle remise de peine et ne doit rester que jusqu’en 1934, avant que la loi d’amnistie du 31 décembre 1931, mise en application par le décret du 6 août 1932, mette fin à sa peine.
Le SRI finance son voyage de retour. Paul Roussenq quitte la colonie en décembre 1932 par le vapeur Saint-Raphaël. Il lui faut attendre 1933 pour retrouver sa ville natale où il est accueilli par de nombreux amis, auxquels toutefois n'a pu se joindre sa mère, morte le 29 mars 1931. Il réside à Saint-Gilles, puis à Aimargues et participe ensuite à des conférences organisées par le SRI et fait partie d'une délégation envoyée en URSS où il séjourne pendant trois mois. Le compte rendu qu'il rédige à l'occasion de ce voyage — « La Russie est une grande caserne » — entraîne sa rupture avec les organisations du PCF.
En 1934, les éditions de la Défense publient ses souvenirs : Vingt-Cinq Ans de bagne. La même année, il s'installe à Aimargues et se lie d'amitié avec Jean Jourdan, dit Chocho. Il participe aux travaux du groupe libertaire.
Il devient le gérant du journal anarchiste Terre Libre édité à Nîmes avant de reprendre la route, travaillant à l'occasion comme colporteur.
Il est emprisonné en septembre 1939 en vertu des décrets-lois de 1938 sur l’internement des indésirables,.
Considéré comme suspect par le gouvernement de Vichy, il est maintenu en internement pendant la Seconde Guerre mondiale, notamment à Sisteron. Il y réécrit ses mémoires (publiés sous le titre L’Enfer du bagne par l’éditeur catholique Pucheu en 1957 puis par Libertalia en 2009)
Usé par les maladies contractées au cours de ses années de bagne, il se suicide à Bayonne le 3 août 1949, après une tentative à Cannes le 7 juillet.

## Publications
- Vingt-Cinq Ans de bagne, La Défense, 1934
- Au pays des soviets, La Défense, 1936
- L'enfer du bagne, Pucheu, 1957
- Paul Roussenq (préf. Jean-Marc Delpech, postface Albert Londres), L'enfer du bagne, Libertalia, 2009 (ISBN 978-2-918059-02-8).

## Sur Paul Roussenq
- Daniel Vidal, Paul Roussenq le bagnard de Saint-Gilles, Éditions du Monde Libertaire, Paris / Éditions Alternative Libertaire Belgique, Bruxelles, 1998 Présentation en ligne
- Albert Londres, Au bagne, Albin Michel, 1932.